# Seconda Lega 1931-1932
La Seconda Lega 1931-1932 è stata la 29ª edizione della terza divisione del campionato svizzero di calcio, disputato tra il 6 settembre 1931 e il 28 maggio 1932.

## Svizzera Occidentale

### Girone 1

#### Squadre partecipanti
| Club                    | Stagione | Città      | Stadio | Stagione 1930-1931    |
| ----------------------- | -------- | ---------- | ------ | --------------------- |
| Club Athletique Ginevra | dettagli | Ginevra    | ...    | ?º posto nel Girone 1 |
| Étoile Carouge (II)     | dettagli | Carouge    | ...    | ?º posto nel Girone 1 |
| Forward Morges          | dettagli | Morges     | ...    | ?º posto nel Girone 1 |
| Joncion                 | dettagli | Ginevra    | ...    | ?º posto nel Girone 1 |
| Montreux-Sports         | dettagli | Montreux   | ...    | ?º posto nel Girone 1 |
| Servette (II)           | dettagli | Ginevra    | ...    | ?º posto nel Girone 1 |
| Stade Nyonnais          | dettagli | Nyon       | ...    | ?º posto nel Girone 1 |
| Villeneuve-Sports       | dettagli | Villeneuve | ...    | ?º posto nel Girone 1 |

#### Classifica Finale
|  | Pos. | Squadra                 | Pt | G  | V  | N | P | GF | GS | DR |
|  | ---- | ----------------------- | -- | -- | -- | - | - | -- | -- | -- |
|  | 1.   | Montreux-Sports         | 21 | 14 | 10 | 1 | 3 |    |    | +  |
|  | 2.   | Club Athletique Ginevra | 15 | 14 | 6  | 3 | 5 |    |    | +  |
|  | 3.   | Gardy-Jonction          | 15 | 14 | 7  | 1 | 6 |    |    | +  |
|  | 4.   | Servette (II)           | 14 | 14 | 5  | 4 | 5 |    |    | +  |
|  | 5.   | Stade Nyonnais          | 13 | 14 | 5  | 3 | 6 |    |    | +  |
|  | 6.   | Étoile Carouge (II)     | 12 | 14 | 5  | 2 | 7 |    |    | -  |
|  | 7.   | Villeneuve-Sports       | 12 | 14 | 4  | 4 | 6 |    |    | -  |
|  | 8.   | Forward Morges          | 10 | 14 | 4  | 2 | 8 |    |    | -  |

Legenda:
 Ammessa allo spareggio promozione.
      Retrocessa in 3ª Lega 1932-1933.
Regolamento:
Due punti a vittoria, uno a pareggio, zero a sconfitta.
In caso di arrivo di due o più squadre a pari punti, la graduatoria finale verrà stilata secondo  spareggi tra le squadre interessate.

### Girone 2

#### Squadre partecipanti
| Club                | Stagione | Città            | Stadio | Stagione 1930-1931    |
| ------------------- | -------- | ---------------- | ------ | --------------------- |
| Central Friburgo    | dettagli | Friborgo         | ...    | ?º posto nel Girone 2 |
| Concordia Yverdon   | dettagli | Yverdon          | ...    | ?º posto nel Girone 2 |
| Friborgo (II)       | dettagli | Friborgo         | ...    | ?º posto nel Girone 2 |
| La Tour-de-Peilz    | dettagli | La Tour-de-Peilz | ...    | ?º posto nel Girone 2 |
| Racing Losanna (II) | dettagli | Losanna          | ...    | ?º posto nel Girone 2 |
| Renens              | dettagli | Renens           | ...    | ?º posto nel Girone 2 |
| Vevey               | dettagli | Vevey            | ...    | ?º posto nel Girone 2 |

#### Classifica Finale
|  | Pos. | Squadra             | Pt | G  | V | N | P  | GF | GS | DR |
|  | ---- | ------------------- | -- | -- | - | - | -- | -- | -- | -- |
|  | 1.   | Concordia Yverdon   | 19 | 12 | 9 | 1 | 2  |    |    | +  |
|  | 2.   | Vevey               | 17 | 12 | 7 | 3 | 2  |    |    | +  |
|  | 3.   | Central Friburgo    | 14 | 12 | 6 | 2 | 4  |    |    | +  |
|  | 4.   | Renens              | 12 | 12 | 5 | 2 | 5  |    |    | +  |
|  | 5.   | La Tour-de-Peilz    | 12 | 12 | 5 | 2 | 5  |    |    | +  |
|  | 6.   | Racing Losanna (II) | 4  | 12 | 2 | 0 | 10 |    |    | -  |
|  | 7.   | Friborgo (II)       | 4  | 12 | 2 | 0 | 10 |    |    | -  |

Legenda:
 Ammessa allo spareggio promozione.
      Retrocessa in 3ª Lega 1932-1933.
Regolamento:
Due punti a vittoria, uno a pareggio, zero a sconfitta.
In caso di arrivo di due o più squadre a pari punti, la graduatoria finale verrà stilata secondo  spareggi tra le squadre interessate.

#### Spareggio ultimo posto in classifica
Partecipano le due squadre arrivate a pari punti in ultima posizione.
|                     | Risultati |               | Luogo e data          |
| ------------------- | --------- | ------------- | --------------------- |
| Racing Losanna (II) | 5 - 1     | Friborgo (II) | Yverdon, 6 marzo 1932 |
|                     |           |               |                       |

### Spareggio per il titolo regionale e per la promozione in Prima Lega
Partecipano le due squadre vincenti i rispettivi gironi.
|                   | Risultati |                   | Luogo e data            |
| ----------------- | --------- | ----------------- | ----------------------- |
| Concordia Yverdon | 1 - 1     | Montreux-Sports   | Yverdon, 6 marzo 1932   |
| Montreux-Sports   | 3 - 1     | Concordia Yverdon | Montreux, 13 marzo 1932 |
|                   |           |                   |                         |

### Girone 3

#### Squadre partecipanti
| Club                     | Stagione | Città             | Stadio | Stagione 1930-1931    |
| ------------------------ | -------- | ----------------- | ------ | --------------------- |
| Bienne (II)              | dettagli | Bienna            | ...    | ?º posto nel Girone 2 |
| Bienne-Boujean           | dettagli | Bienna            | ...    | ?º posto nel Girone 2 |
| Cercle des Sports Bienne | dettagli | Bienna            | ...    | ?º posto nel Girone 2 |
| La Chaux-de-Fonds (II)   | dettagli | La Chaux de Fonds | ...    | ?º posto nel Girone 2 |
| Madretsch (II)           | dettagli | Madretsch         | ...    | ?º posto nel Girone 2 |
| Nidau                    | dettagli | Nidau             | ...    | ?º posto nel Girone 2 |
| Sylva-Sports Le Locle    | dettagli | Le Locle          | ...    | ?º posto nel Girone 2 |

#### Classifica Finale
|  | Pos. | Squadra                  | Pt | G  | V  | N | P | GF | GS | DR |
|  | ---- | ------------------------ | -- | -- | -- | - | - | -- | -- | -- |
|  | 1.   | Bienne-Boujean           | 20 | 12 | 10 | 0 | 2 |    |    | +  |
|  | 2.   | Cercle des Sports Bienne | 16 | 12 | 7  | 2 | 3 |    |    | +  |
|  | 3.   | Nidau                    | 12 | 12 | 6  | 0 | 6 |    |    | +  |
|  | 4.   | Madretsch                | 11 | 12 | 5  | 1 | 6 |    |    | +  |
|  | 5.   | Sylva-Sports Le Locle    | 11 | 12 | 5  | 1 | 6 |    |    | +  |
|  | 6.   | La Chaux-de-Fonds (II)   | 8  | 12 | 3  | 2 | 7 |    |    | -  |
|  | 7.   | Bienne (II)              | 4  | 12 | 1  | 4 | 7 |    |    | -  |

Legenda:
 Ammessa allo spareggio promozione.
      Retrocessa in 3ª Lega 1932-1933.
Regolamento:
Due punti a vittoria, uno a pareggio, zero a sconfitta.
In caso di arrivo di due o più squadre a pari punti, la graduatoria finale verrà stilata secondo  spareggi tra le squadre interessate.

## Svizzera Centrale

### Girone 1

#### Squadre partecipanti
| Club            | Stagione | Città    | Stadio | Stagione 1930-1931    |
| --------------- | -------- | -------- | ------ | --------------------- |
| Berna (II)      | dettagli | Berna    | ...    | ?º posto nel Girone 1 |
| Couvet          | dettagli | Couvet   | ...    | ?º posto nel Girone 1 |
| Fleurier        | dettagli | Fleurier | ...    | ?º posto nel Girone 1 |
| Grenchen (II)   | dettagli | Grenchen | ...    | ?º posto nel Girone 1 |
| Minerva Berna   | dettagli | Berna    | ...    | ?º posto nel Girone 1 |
| Tavannes (II)   | dettagli | Tavannes | ...    | ?º posto nel Girone 1 |
| Victoria Berna  | dettagli | Berna    | ...    | ?º posto nel Girone 1 |
| Young Boys (II) | dettagli | Berna    | ...    | ?º posto nel Girone 1 |

#### Classifica Finale
|  | Pos. | Squadra         | Pt | G  | V | N | P  | GF | GS | DR |
|  | ---- | --------------- | -- | -- | - | - | -- | -- | -- | -- |
|  | 1.   | Young Boys (II) | 20 | 14 | 8 | 4 | 2  |    |    | +  |
|  | 2.   | Berna (II)      | 19 | 14 | 8 | 3 | 3  |    |    | +  |
|  | 3.   | Grenchen (II)   | 16 | 14 | 7 | 2 | 5  |    |    | +  |
|  | 4.   | Fleurier        | 16 | 14 | 5 | 6 | 3  |    |    | +  |
|  | 5.   | Victoria Berna  | 14 | 14 | 5 | 4 | 5  |    |    | +  |
|  | 6.   | Minerva Berna   | 13 | 14 | 6 | 1 | 7  |    |    | -  |
|  | 7.   | Tavannes        | 10 | 14 | 4 | 2 | 7  |    |    | -  |
|  | 8.   | Couvet          | 4  | 14 | 0 | 4 | 10 |    |    | -  |

Legenda:
 Ammessa allo spareggio promozione.
      Retrocessa in 3ª Lega 1932-1933.
Regolamento:
Due punti a vittoria, uno a pareggio, zero a sconfitta.
In caso di arrivo di due o più squadre a pari punti, la graduatoria finale verrà stilata secondo  spareggi tra le squadre interessate.

### Girone 2

#### Squadre partecipanti
| Club                  | Stagione | Città      | Stadio | Stagione 1930-1931    |
| --------------------- | -------- | ---------- | ------ | --------------------- |
| Allschwil             | dettagli | Allschwil  | ...    | ?º posto nel Girone 1 |
| Basilea (II)          | dettagli | Basilea    | ...    | ?º posto nel Girone 1 |
| Birsfelden            | dettagli | Birsfelden | ...    | ?º posto nel Girone 1 |
| Delémont (II)         | dettagli | Delemont   | ...    | ?º posto nel Girone 1 |
| Liestal               | dettagli | Liestal    | ...    | ?º posto nel Girone 1 |
| Nordstern (II)        | dettagli | Basilea    | ...    | ?º posto nel Girone 1 |
| Old Boys Basilea (II) | dettagli | Basilea    | ...    | ?º posto nel Girone 1 |
| Rasenspiel Basilea    | dettagli | Basilea    | ...    | ?º posto nel Girone 1 |

#### Classifica finale
|  | Pos. | Squadra               | Pt | G  | V  | N | P  | GF | GS | DR |
|  | ---- | --------------------- | -- | -- | -- | - | -- | -- | -- | -- |
|  | 1.   | Nordstern             | 25 | 14 | 12 | 1 | 1  |    |    | +  |
|  | 2.   | Basilea (II)          | 20 | 14 | 9  | 2 | 3  |    |    |    |
|  | 3.   | Birsfelden            | 19 | 14 | 9  | 1 | 3  |    |    | -  |
|  | 4.   | Liestal               | 16 | 14 | 7  | 2 | 5  |    |    |    |
|  | 5.   | Delémont              | 14 | 14 | 5  | 4 | 5  |    |    | -  |
|  | 6.   | Old Boys Basilea (II) | 9  | 14 | 4  | 1 | 9  |    |    | -  |
|  | 7.   | Allschwil             | 8  | 14 | 4  | 0 | 10 |    |    |    |
|  | 8.   | Rasenspiel Basilea    | 1  | 14 | 0  | 1 | 13 |    |    | -  |

Legenda:
 Ammessa allo spareggio promozione.
      Retrocessa in 3ª Lega 1932-1933.
Regolamento:
Due punti a vittoria, uno a pareggio, zero a sconfitta.
In caso di arrivo di due o più squadre a pari punti, la graduatoria finale verrà stilata secondo  spareggi tra le squadre interessate.

#### Spareggio per il titolo regionale
Partecipano le due squadre vincenti i rispettivi gironi.
|                 | Risultati |                | Luogo e data           |
| --------------- | --------- | -------------- | ---------------------- |
| Young Boys (II) | 1 - 0     | Bienne-Boujean | Berna , 10 aprile 1932 |
|                 |           |                |                        |

#### Spareggio per la promozione in Prima Lega
Partecipano le due squadre vincenti i rispettivi gironi.
|                | Risultati |                | Luogo e data           |
| -------------- | --------- | -------------- | ---------------------- |
| Fleurier       | 1 - 2     | Bienne-Boujean | Fleurier, 6 marzo 1932 |
| Bienne-Boujean | 6 - 2     | Fleurier       | Bienna, 13 marzo 1932  |
|                |           |                |                        |